# فرودگاه هل کریک
فرودگاه هل کریک (به انگلیسی: Halls Creek Airport) یک فرودگاه همگانی با کد یاتا HCQ است که یک باند فرود آسفالت دارد و طول باند آن ۱۴۷۵ متر است. این فرودگاه در کشور استرالیا قرار دارد و در ارتفاع ۴۱۰ متری از سطح دریا واقع شده‌است.

## شرکت‌های هواپیمایی و مقصدهای پروازی
| شرکت‌های هواپیمایی | مقصدهای پروازی         |
| ----------------- | ---------------------- |
| Aviair            | کونونورا               |
| اسکیپرس اوییشن    | بروم، Fitzroy Crossing |